# Измайлов, Пётр Иванович
Пётр Ива́нович Изма́йлов (13 ноября 1724 — 04 марта 1807) — офицер гвардии, известный своей преданностью Петру III. Сын генерал-поручика И. П. Измайлова, дядя литератора В. В. Измайлова.

## Биография
Во время дворцового переворота 1762 года Измайловы числились в рядах преданных Петру III лиц и пользовались его особым доверием. Узнав о планах свержения императора, Пётр Измайлов (тогда капитан гвардии Преображенского полка) донёс об этом начальству, после чего был арестован один из главных заговорщиков, П. Б. Пассек, а дворцовый переворот оказался на грани срыва.
В тот же день, когда был взят под стражу Пётр III, Измайлова посадили в крепость (вместе с дедом А. С. Пушкина) и вычеркнули из списков Преображенского полка. Окончательно уволен от службы (в чине полковника) в день коронации Екатерины II. Последующие 35 лет жил безвыездно в имении Северское под Коломной, где сохранился (в перестроенном виде) его усадебный дом.

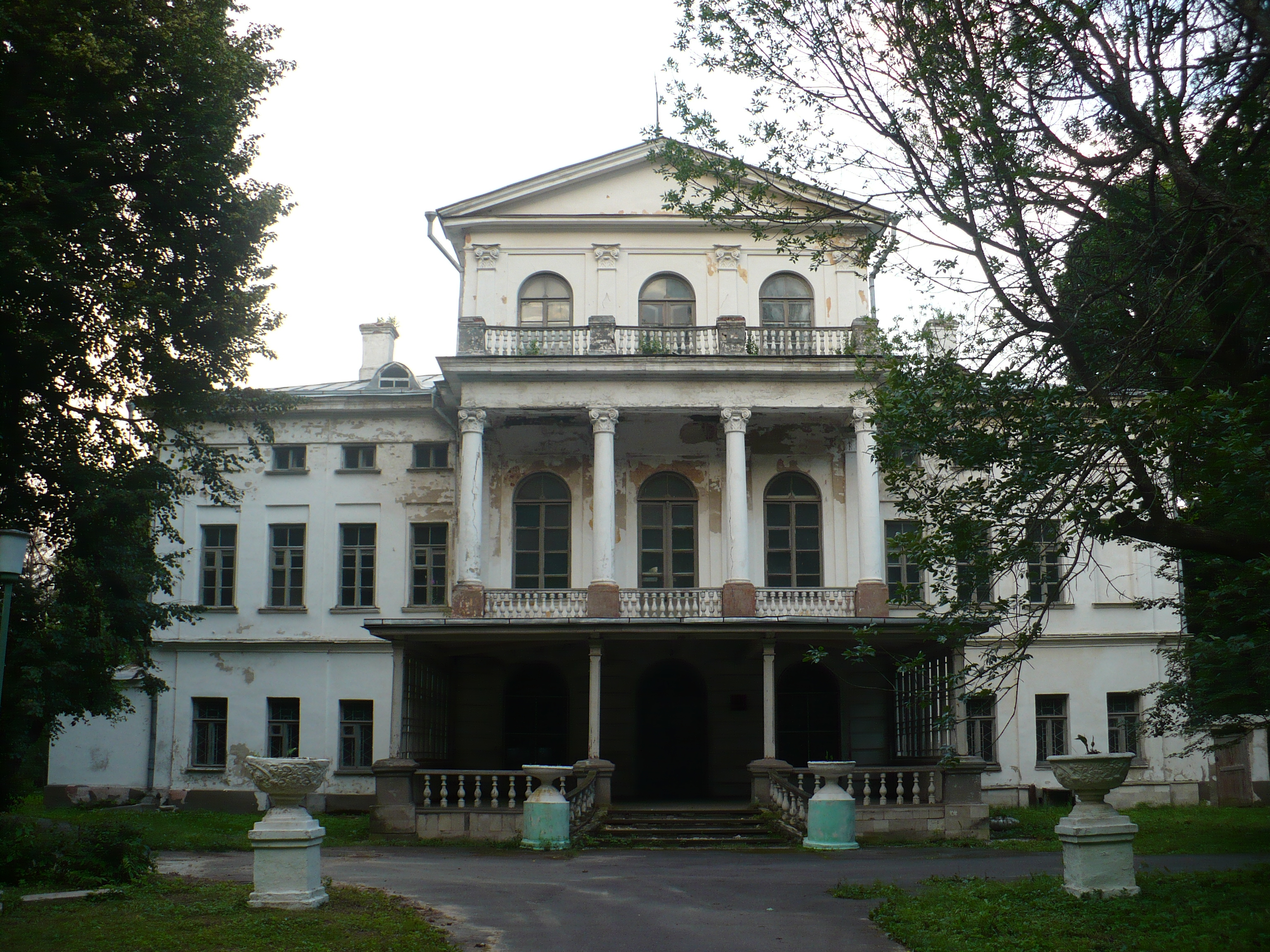
Усадебный дом П. И. Измайлова в селе Северское (после перестройки А. А. Найдёновым в 1880-е гг.)

Взойдя на престол в конце 1796 года, Павел I вспомнил про Измайлова как одного из преданнейших его отцу лиц, принял его на службу и пожаловал из отставных полковников прямо в генерал-поручики, a через двенадцать дней (5 декабря) в кавалеры Св. Александра Невского.
В напоминание о прежней службе Измайлов явился ко двору в гренадерской каске с султаном и со старой алебардой. Престарелый Измайлов ежедневно обедал и ужинал с императорской четой. По словам зятя, получил в подарок от Павла «прекрасный особняк в Петербурге» и «очень значительное поместье».
В октябре 1798 года перевёлся на гражданскую службу (с чином действительного тайного советника), вскоре после чего испросил себе увольнение от службы.

## Семья
Был женат на фрейлине графине Екатерине Васильевне Салтыковой (1732—1774), дочери В. Ф. Салтыкова и родной сестре фаворита С. В. Салтыкова. Они оставили двух дочерей:
- Мария Петровна (1760—1812), замужем за князем В. Н. Мещерским (1754-1800); супруги похоронены в Донском монастыре.
- Наталья Петровна (1768—1849), за егермейстером графом Ф. Г. Головкиным (1766—1823).